# شاهین بازیل
شاهین (شاهیک) بازیل تأثیر زیادی در پخش و شناساندن سینمای جهان در ایران داشت.

## زندگی‌نامه
شاهین بازیل در سال ۱۳۳۱ در تهران و در خانواده‌ای ارمنی که از نوادگان سلسله پادشاهی بازیل، ارمنستان بود بدنیا آمده بود. او دانش‌آموخته رشته معماری دانشکده معماری و شهرسازی دانشگاه ملی بود. وی سپس در رشته مترجمی زبان انگلیسی دانشگاه آزاد ادامه تحصیل داد. او به عنوان پایان‌نامه مجموعه داستان‌های کوتاه ارنست همینگوی به عنوان در زمان ما را ترجمه و منتشر کرد.
وی فعالیت‌های هنری‌اش را از سال ۱۳۶۹ در بنیاد سینمایی فارابی به عنوان مسئول خرید فیلم‌های خارجی و برنامه‌ریز آغاز کرد که تا سال ۱۳۸۲ ادامه داشت. وی همزمان در دفاتر تلویزیون ایران نیز حضوری فعال داشت.
شاهین بازیل با بخش فروش و بازارهای فیلم‌های جشنواره‌های بین‌المللی فجر، کن، برلین، لندن، بیروت، قاهره، و میلان همکاری داشته‌است.
وی در سال‌های ۱۳۷۹ تا ۱۳۸۲ اولین تلاش‌ها را جهت امکان ثبت حقوق اختصاصی فیلم در ایران را در مؤسسه رسانه‌های تصویری آغاز کرد. دوسال بعد سمت مدیر اجرایی بخش ثبت حقوق آثار سینمایی را در شرکت رسانه‌های تصویری قرن ۲۱ را که در خصوص حق معنوی آثار برای دی‌وی‌دی، شبکه‌های تلویزیونی و کلیپ‌های ویدئویی با سایر تولیدکنندگان در ایران مذاکره می‌کرد را بر عهده گرفت.

### درگذشت
شاهین بازیل پس از تحمل یک دوره سخت بیماری روز یکشنبه ۱۶ مرداد ۱۴۰۱ به علت بیماری سرطان در خانه‌اش درگذشت.

## کتابشناسی
- در زمان ما (ارنست همینگوی)
- اردوگاه سرخپوستان (ارنست همینگوی)[۱]
- برف سراسری (ارنست همینگوی)